# Canal de Beauharnois
Canal de Beauharnois är en kanal i Kanada.   Den ligger i provinsen Québec, i den sydöstra delen av landet, 140 km öster om huvudstaden Ottawa.
Trakten runt Canal de Beauharnois består till största delen av jordbruksmark. Runt Canal de Beauharnois är det ganska glesbefolkat, med 25 invånare per kvadratkilometer.